# Голубянка якутская
Голубянка якутская  (лат. Pseudophilotes jacuticus) — дневная бабочка из семейства голубянок.

## Описание
Длина переднего крыла 10–12 мм. Размах крыльев — 18—23 мм. У самцов крылья на верхней стороне однотонные, серовато-синего цвета, с пятнистой бахромкой. На поперечной жилке передних крыльев имеется продолговатое темное пятно. На поперечной жилке задних крыльев оно является менее заметным. Вдоль черной краевой линии внешнего поля на передних крыльях располагается осветленные небольшого размера пятна между жилками. Каждое из средних пятен имеет мелкую черную точку. На задних крыльях к чёрного цвета краевой линии примыкают чёрные пятнышки. На нижней стороне крылья синевато-пепельного цвета, с рисунком, образованным чёрными и рыжеватыми пятнами. У самки крылья на верхней стороне коричневато-черные, с голубоватым слабым напылением у корня. Округлые чёрные пятна и ряд рыжевато-красноватых пятен на нижней стороне крыльев крупные, фон крыльев темнее, чем у самцов. Главный признак вида – расположение зубцов на вальве.

## Замечания по систематике
Первые экземпляры вида (14 штук) были собраны летом 1969 года Х. Реммом. Голотип и большая часть паратипов,  хранятся в коллекции Института зоологии и ботаники в Эстонии (Тарту), остальной материал – в зоомузее Биологического института (Новосибирск).
Раньше таксон рассматривали как подвид Pseudophilotes baton jacuticus Korshunov & Viidalepp, 1980, сейчас повышен до самостоятельного вида.

## Ареал и местообитание
Эндемик России. Ареал охватывает Прибайкалье (п. Листвянка, г. Северобайкальск), Становое нагорье (п. Томмот), Приленское плато. Встречаются локально.
Бабочки населяют сухие луга надпойменных террас, остепнённые склоны берегов реки Лена. Встречаются преимущественно среди разнотравья. На Прибайкальском хребте бабочки держатся на каменных развалах на высоте до 1500 метров над уровнем моря.

## Биология
За год развивается в одном поколении. Время лёта с начала июня до середины июля. Бабочки активно кормятся нектаром травянистых и кустарниковых растений. Кормовые растения гусениц не известны.